# 野草莓 (电影)
《野草莓》（瑞典語：Smultronstället），1957年瑞典黑白电影。导演和编剧都是英格玛·伯格曼，由维克多·斯约史特洛姆和碧比·安德森主演。为伯格曼的代表作之一。

## 剧情
整个故事发生在24小时内，主要情节是伊萨克对往事的回忆和幻想的梦境。
伊萨克现年79岁，他已从医50年，正准备在儿媳的陪伴下返回母校接受颁发给他的榮譽學位。在路上伊萨克顺道重游旧地，不断回忆起往事。
他年青时曾经和堂妹萨拉有过一段美好的初恋，却因自己性格冷酷孤僻，以致萨拉被他的兄弟夺走。如今他坐在草坪上，萨拉白衣飘飘的美丽模样浮现在他面前。
他与生俱来的冷漠理智，注定了婚姻的失败——他的妻子因无法忍受冰冷的婚姻而寻求外遇。如此冷漠的家庭气氛和遗传因素，使得他的兒子不願生小孩，導致兒子和兒媳的关系也不好。
最后他获得了母校的荣誉学位，然而他仍然沉浸在对往事沉重的自省中。对于这样一位生命将尽的老人，这仿佛是一次心灵救赎之旅。

## 角色
- 维克多·斯约斯特洛姆 Victor Sjostrom....伊萨克/Isak Borg/医学老教授
- 毕比·安德森 Bibi Andersson....萨拉/Sara/伊萨克的堂妹
- 英格里德·图林 Ingrid Thulin....Marianne Borg/伊萨克的儿媳
- 甘纳尔·布耶恩施特兰德 Gunnar Bjrnstrand....Dr. Evald Borg
- 奈玛·威夫斯特兰德 Naima Wifstrand....Mrs. Borg/伊萨克的母亲
- 格特鲁德·弗里德 Gertrud Fridh....Karin Borg/伊萨克的妻子
- 冈纳·斯约堡 Gunnar Sjberg....Sten Alman
- 麥斯·馮·西度 Max von Sydow....Henrik kerman
- 冈内尔·林德布洛姆 Gunnel Lindblom....Charlotta Borg
- Jullan Kindahl....Agda

## 创作与主题
根据导演自己的说法，他是要拍摄一部一个人可以在现实和历史往事中不断穿插变换的作品。
表现的主题有：缺失的父亲，爱与冷漠的亲情，死亡与解脱，自责与宽容等。

## 奖项
- 1958年第8届柏林国际影展金熊奖
- 1960年金球奖最佳外语片
- 奥斯卡最佳原创剧本提名